# Verwaltungsgemeinschaft Freyburger Land
Die Verwaltungsgemeinschaft Freyburger Land war eine Verwaltungsgemeinschaft im sachsen-anhaltischen Burgenlandkreis, die die Gemeinden Balgstädt, Baumersroda, Ebersroda, Gleina, Größnitz, Pödelist, Schleberoda und Zeuchfeld sowie die Stadt Freyburg (Unstrut), die Verwaltungssitz war, umfasste. Am 1. Januar 2005 wurde sie mit den Verwaltungsgemeinschaften Laucha an der Unstrut (ohne die Gemeinden Golzen und Thalwinkel) und Mittlere Unstrut (ohne die Gemeinden Memleben und Wohlmirstedt) zur neuen Verwaltungsgemeinschaft Unstruttal zusammengeschlossen.